# موقد صاروخي

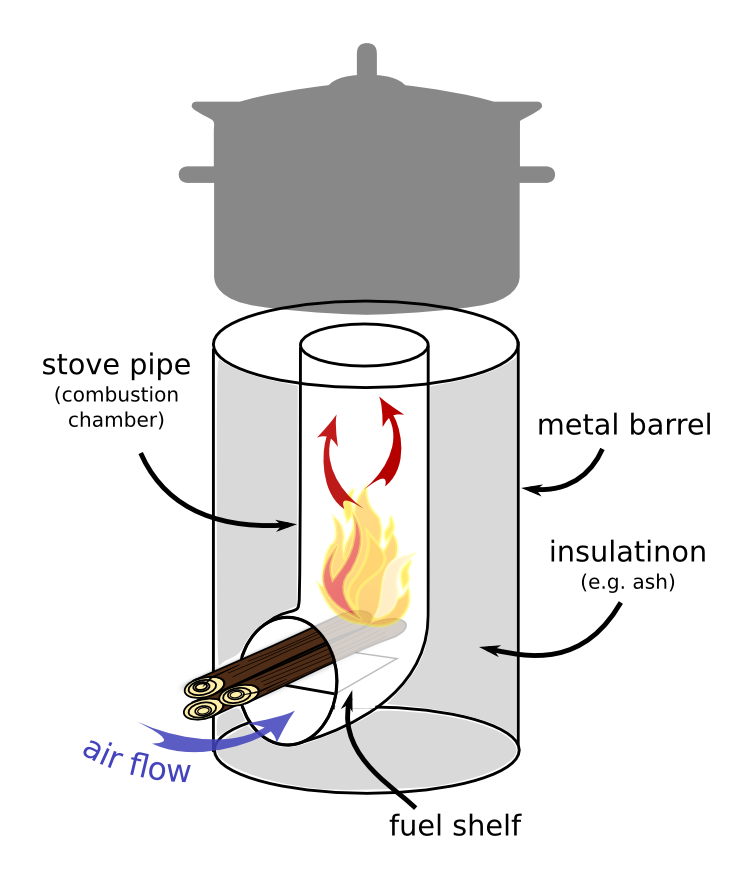
مخطط توضيحي للموقد الصاروخي.

الموقد الصاروخي هو موقد فعال لطهي الطعام باستخدام أخشاب بأقطار صغيرة، ويتم حرقها بدرجة حرارة عالية في غرفة احتراق بسيطة ومعزولة ولها مدخنة عمودية تضمن الاحتراق الكامل قبل وصول اللهب إلى سطح الطهي.
وصفه Larry Winiarski في عام 1982م وبنيت على هذا الوصف مواقد حصلت على جائزة اشدين في عامي 2005 و2006. وتم الاستفادة من هذه الأفكار في تطوير عدد من الابتكارات الأخرى.

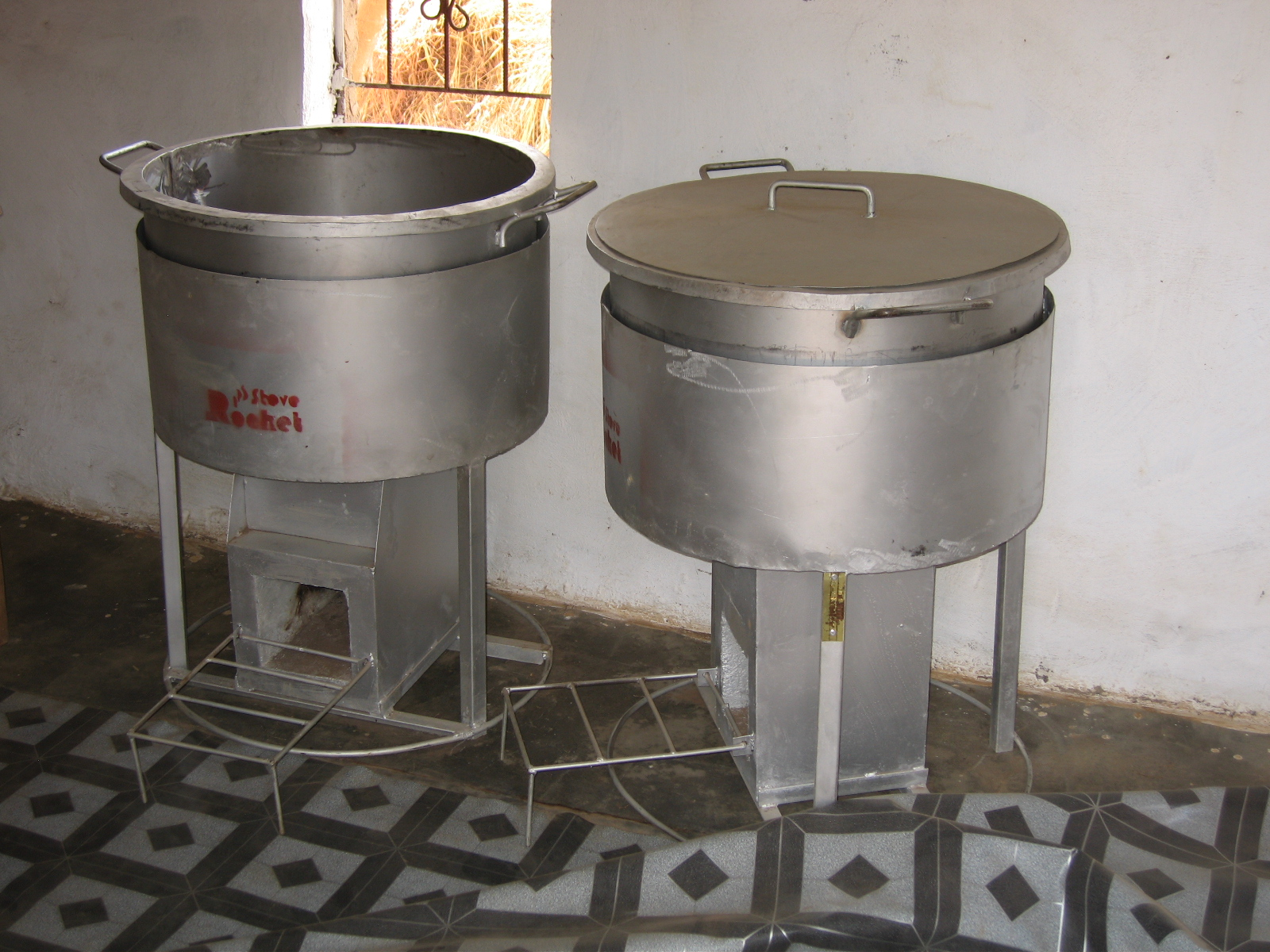
موقد صاروخي.